# مقبره باستانی سنگ سیلا
گوردخمه ی ساسانی سنگ سیلا مورموری

گوردخمه ی باستانی سنگ سیلا که در ۱ کیلومتری از شهر مورموری واقع شده یکی از آثار باستانی دیار مورموری استان ایلام است که متعلق به دوران ساسانیان است .
دریچه گوردخمه روبه طلوع خورشید است که به اعتقاد ایرانیان باستان به سوشیانس ( باور به دنیای آخرت ) اشاره دارد . 
کاربری این اثر باستانی دفن اجساد بوده
1. ↑  ابوالفضل گلمرادی (۵ مرداد ۱۴۰۴).  (به @mormori_abad) [@mormori_abad @mormori_abad] مقدار |نشانی= را بررسی کنید (کمک). پارامتر |عنوان= یا |title= ناموجود یا خالی (کمک)